# Rasisaari (ö i Norra Savolax, Nordöstra Savolax, lat 62,92, long 28,57)
Rasisaari är en ö i Finland. Den ligger i sjön Kaavinjärvi och i kommunen Kaavi i den ekonomiska regionen  Nordöstra Savolax ekonomiska region  och landskapet Norra Savolax, i den centrala delen av landet, 400 km nordost om huvudstaden Helsingfors. Öns area är 4,2 hektar och dess största längd är 350 meter i sydöst-nordvästlig riktning.